# Municipio di Brema
Il Municipio di Brema (in tedesco: Bremer Rathaus) è uno storico edificio che si affaccia sulla Marktplatz ("Piazza del Mercato") di Brema, in Germania.
Venne costruito in stile gotico tra il 1405 e il 1409/1410 e a cui fu aggiunta, tra il 1608/1609 e il 1612 una facciata nello stile del Rinascimento del Weser (opera di Lüder von Bentheim).
L'edificio è inserito dall'UNESCO - unitamente alla dirimpettaia Statua di Rolando (Bremer Roland) - nel Patrimonio dell'umanità (dal 2004).

## Ubicazione
Primo municipio (romanico)
     Casa successiva al scriptoria del municipio romanico
     Municipio gotico
     Palazzo episcopale

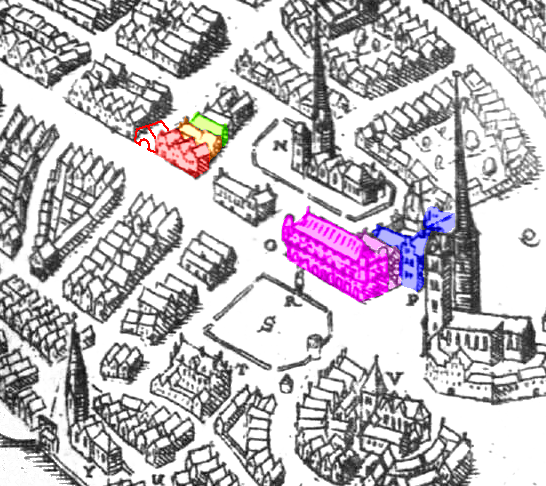
Centro di Brema nel 1603:
Primo municipio (romanico)
Casa successiva al scriptoria del municipio romanico
Municipio gotico
Palazzo episcopale

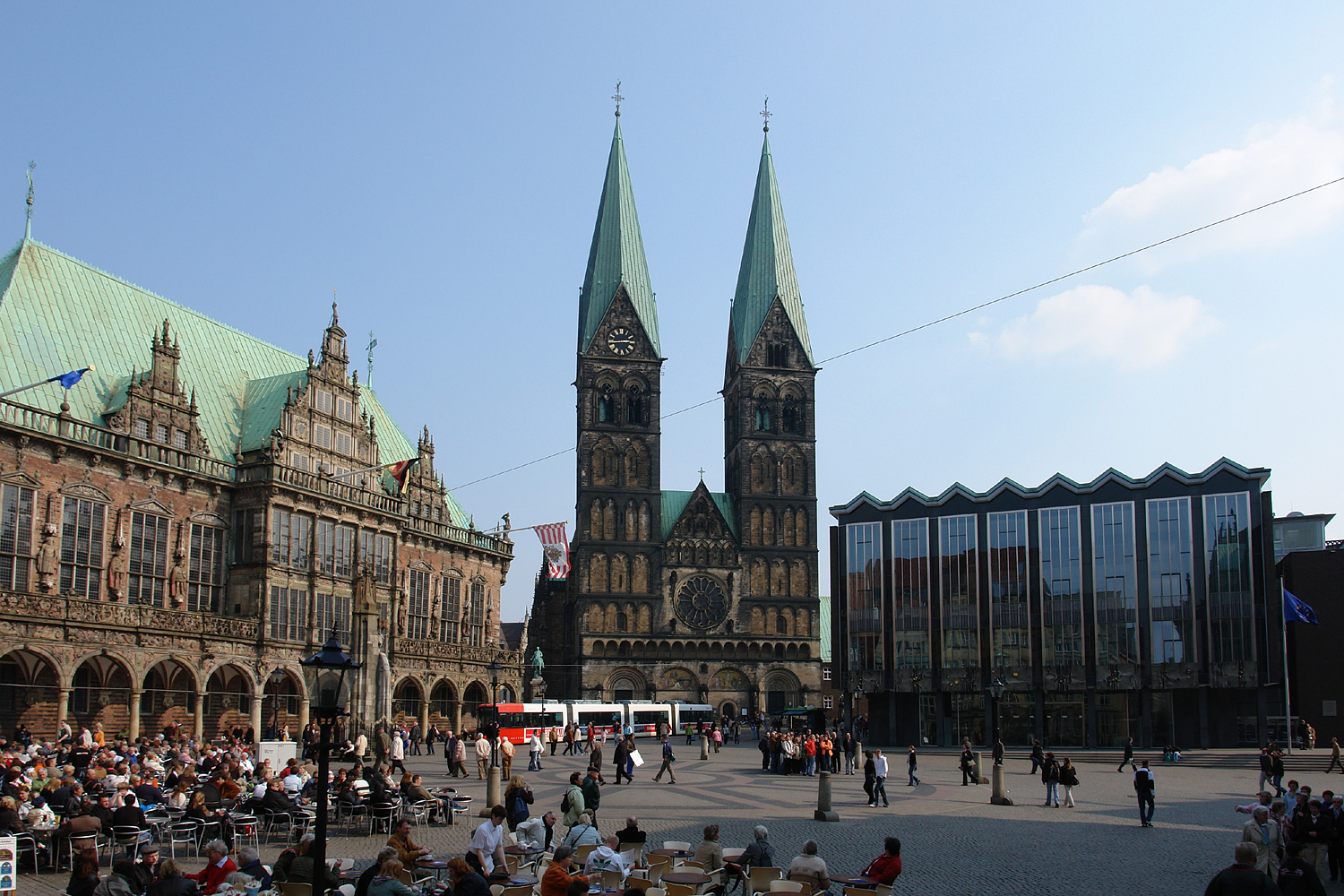
Brema: il Marktplatz con il Municipio ed il Duomo

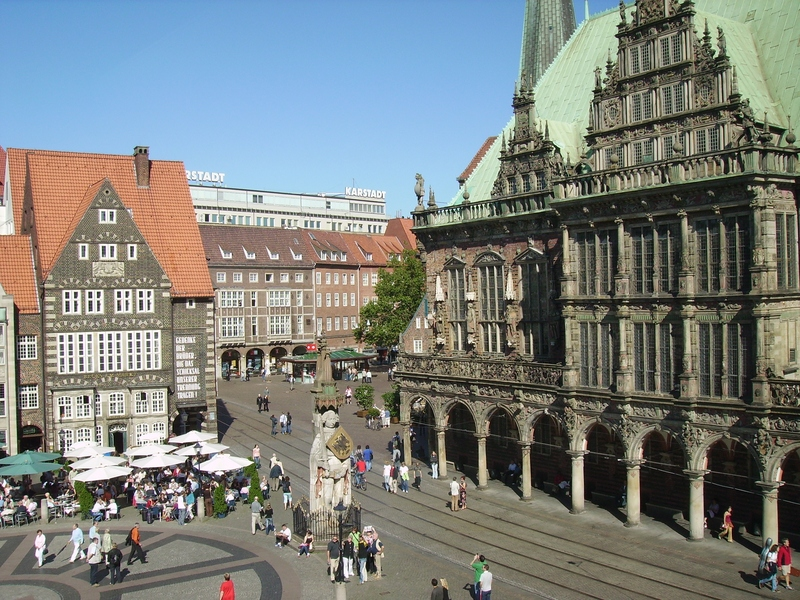
Brema: il Marktplatz con il Municipio e la Statua di Rolando

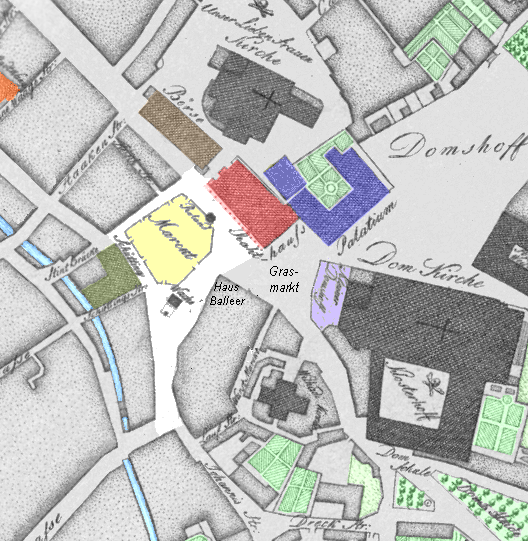
Piazza del mercato di Brema in 1796: rosso = municipio, azzurro = palazzo episcopale gotico, dopo il 1819 ufficio municipale classicista

Il Municipio di Brema si trova al nr. 21 di Marktplatz

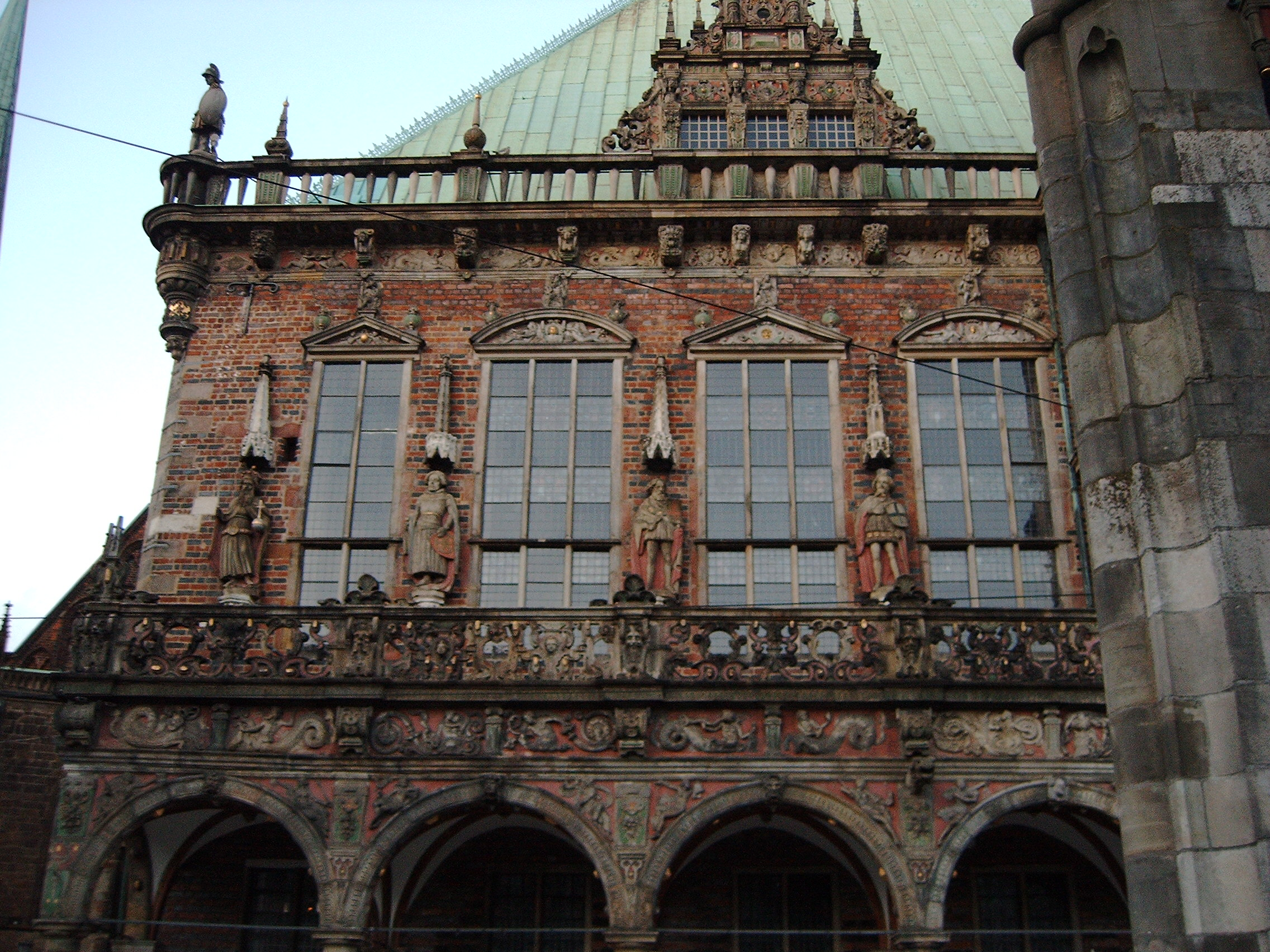
Statue gotiche

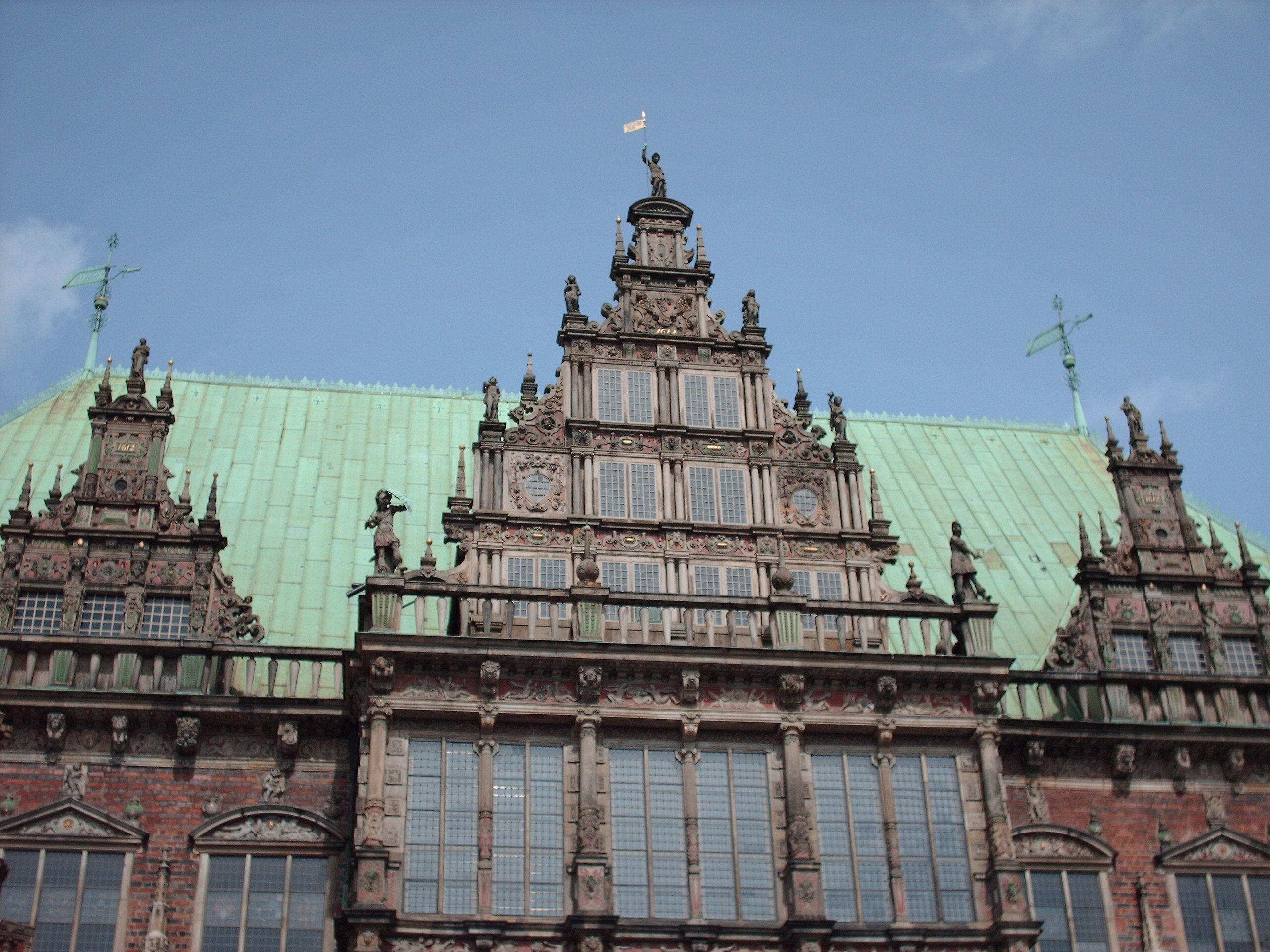
I frontoni della facciata

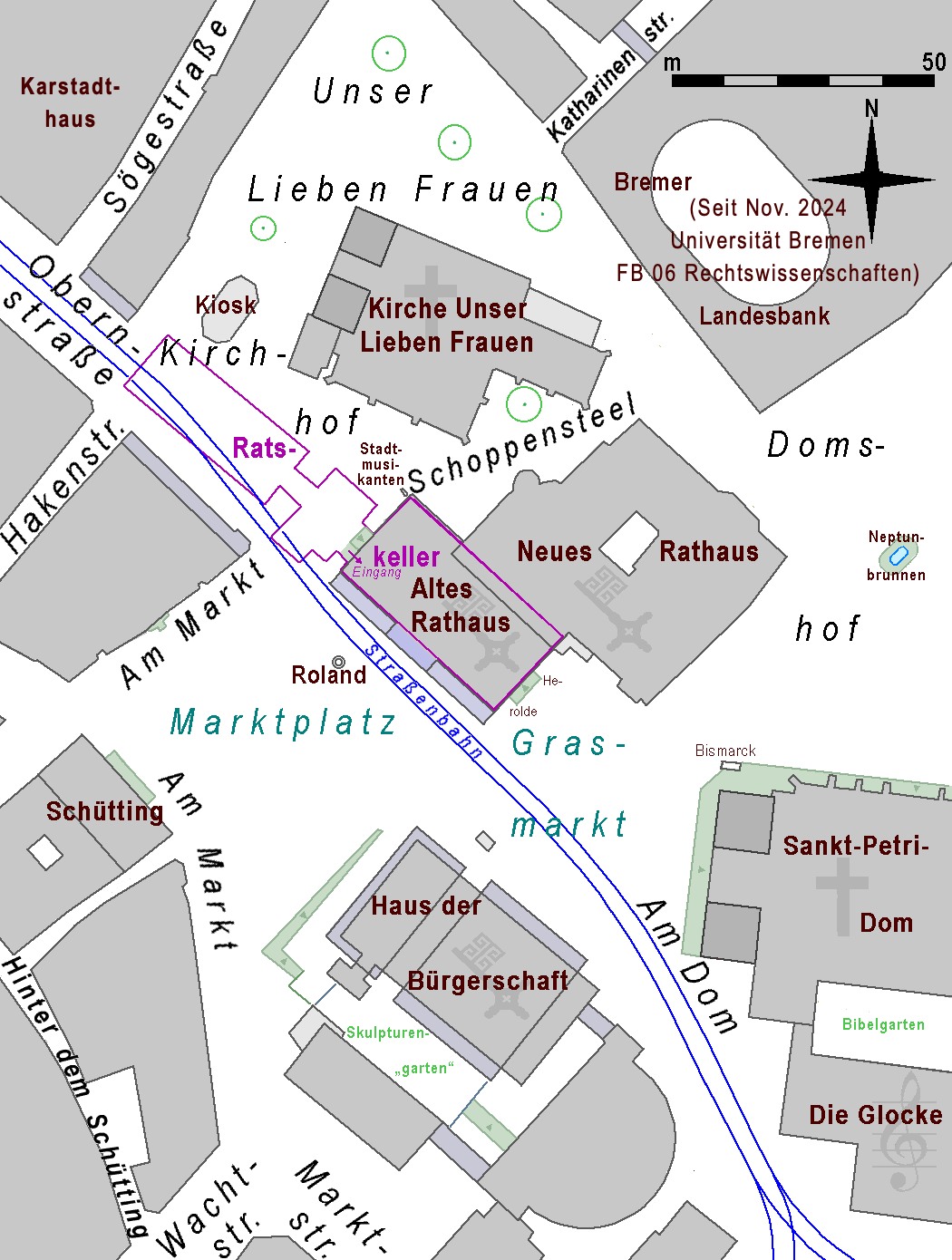
Municipio, piazza del mercato e parlamento oggi

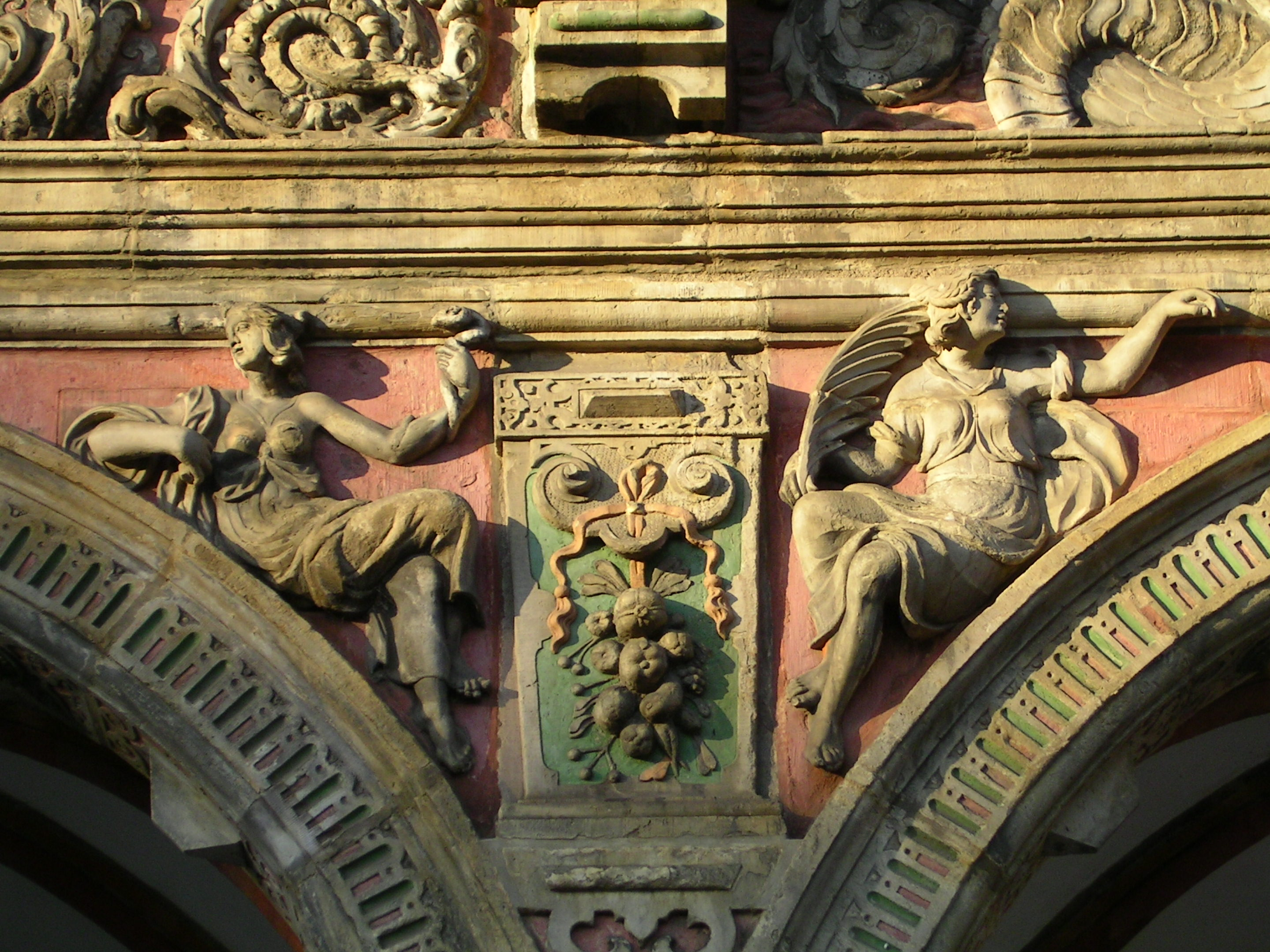
Le decorazioni rinascimentali della facciata.

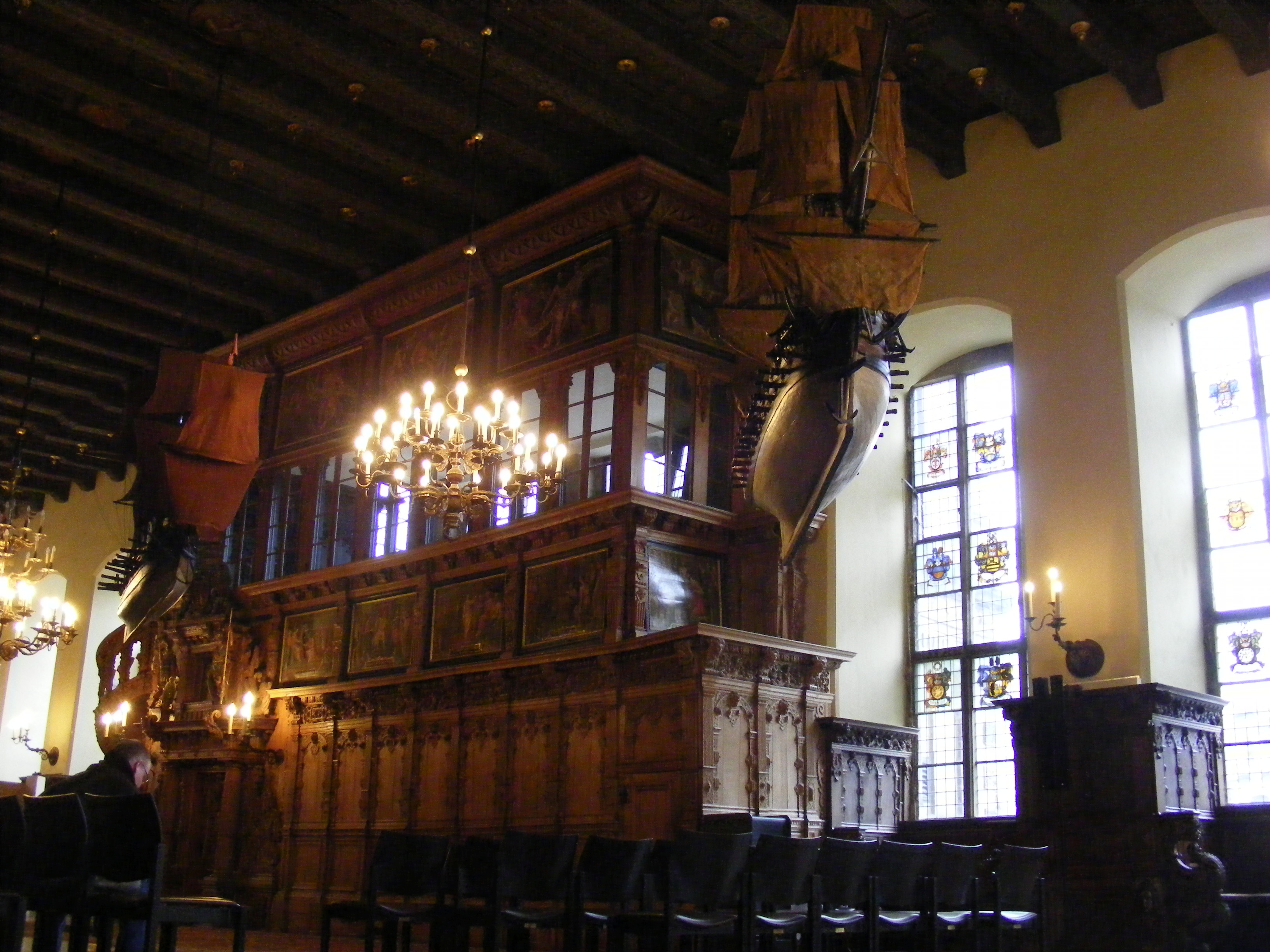
Obere Halle – sala superiore.

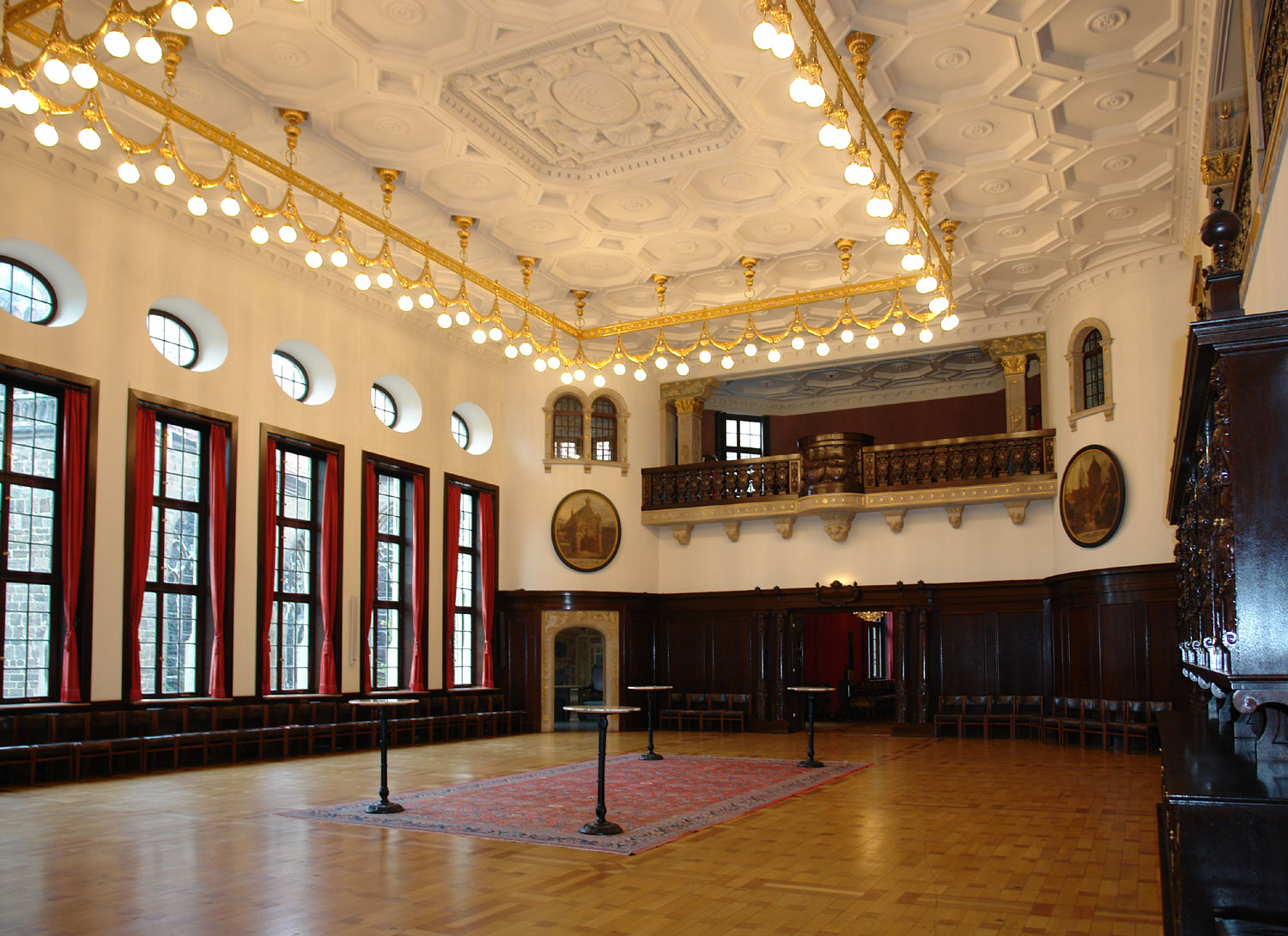
La Festsaal nell'ala nuova del Municipio di Brema

## Storia

### Municipio antico
Il municipio originario, in stile romanico, si trovava a 70 metri a nordovest dell'edificio attuale.

### Municipio gotico
Il municipio originale fu realizzato in stile gotico tra il 1405 e il 1410 sulle fondamenta di due edifici preesistenti, la casa della gilda degli conciatori e la casa di un sindaco esiliato: rappresentava una manifestazione della forza municipale.
Fu posizionato fra il palazzo gotico arcivescovile un secolo più vecchio e la piazza del mercato, che anche era compieto un secolo prima. Le due sale erano un po' più lunghe e larghe rispetto alla sala grande del palazzo arcivescovile. La sala superiore (Obere Rathaushalle) è utilizzato per ceremonie. La sala inferiore (Untere Rathaushalle), in vecchi tempi era un mercato coperto, oggi è una sala d'esposizioni. Il municipio gotico aveva due cammini di difesa, il cammino di ronda alla grondaia era accessibile per quattro torrini di scala agli angoli della casa. Il cammino sopra l'arcata era coperto. Sotto l'arcata vi era la locazione dei dibattimenti giudiziari. Il consiglio comunale si teneva in una camera chiamata Wittheitsstube dietro della sala superiore.

### Rinascimento
Del 1545 al 1550 fu costruito un annesso fra il municipio ed il palazzo con la prima facciata di stile Rinascimiento del municipio. Un primo torrione fu smontato e verso il 1578 Adam ne scolpì il portale il portale. Nel 1596 Lüder von Bentheim fece il primo passo nella modernizzazione della facciata lunga verso la piazza del mercato. Le dieci finestre gotiche furono rimpiazzate per grande finestre rettangolari. Del 1608 al 1612 fu costruito il gran avancorpo, i torrioni furono smontati, ed il camino coperto fu ricostruito in due balconi con balaustrate decorative. Anche il muro difensivo alla grondaia fu cambiato in una balaustrata decorativa.

### Epoche moderne
Nel 1818/19 il palazzo arcivescovile fu ricostruito secondo lo stile classicista tipico degli uffici municipali. Nel 1912, lo stesso edificio fu demolito per realizzare una nuova ala, nota come "municipio nuovo" (Neues Rathaus). Nel 1888 la cantina fu ingrandita sotto il Kirchhof Unser Lieben Frauen (piazza Nostra Signora).

## Punti d'interesse

### Facciata
Le statue tra le finestre sono del Quattrocento, ma furono ricollocate con la ricostruzione rinascimentale. Le statue raffigurano un imperatore e i sette principi elettori, i quattro profeti maggiori, i quattro saggi e San Pietro.. Quelle che si vedono ora sono tuttavia soltanto delle copie, in quanto gli originali sono stati trasferiti al Focke-Museum.
La facciata del municipio nella Piazza del Mercato fu ricostruita tra il 1608 e il 1612 da Lüder von Bentheim nello stile del Rinascimento del Weser L'innovazione maggiore di stessa ricostruzione fu l'avancorpo centrale.

### Sala Superiore
La Obere Rathaushalle ("Sala Superiore del Municipio") , della lunghezza di 40 m e della larghezza di 15 m, è la sala dove venivano eletti i consiglieri. Il consiglio municipale teneva le proprie sedute in una sala adiacente, chiamata Wittheitsstube.
Quest'ala dell'edificio è decorata con due affreschi attribuiti a Bartholomäus Bruyn il Vecchio (Il Giudizio di Salomone del 1537 e L'imperatore Carlo Magno e il vescovo primo di Brema, san Villeado) e con dei modellini di navi, risalenti al XVI secolo-XVIII secolo, che pendono dal soffitto.
Tra le stanze di quest'ala dell'edificio, vi è la Güldenkammer (Camera dorata), che dopo tra 1903 e 1905 è stata rinnovata da Heinrich Vogeler in puro Jugendstil.

### Sala inferiore
La Untere Rathaushalle ("Sala inferiore del Municipio") si compone di tre navate. È collegata alla Obere Halle da una scala in legno del 1620.

### Cantina del municipio
Sotto la sala inferiore, è la Ratskeller ("Cantina del municipio"), un'enoteca-ristorante risalente agli inizi del XV secolo.
Una sala, la Hauff-Keller, è decorata con affreschi di Max Slevogt, risalenti al 1927 ed ispirati alle novelle di Wilhelm Hauff.
Nell'enoteca vengono serviti oltre 600 tipi di vini. Vi si trovano botti riccamente decorate: la più antica risale al 1723.

### Statua dei Musicanti di Brema
All'esterno del municipio si trova la celebre Statua dei Musicanti di Brema, opera moderna, realizzata Gerhardt Marcks nel 1961 ed ispirata alla fiaba dei Fratelli Grimm.

Sono raffigurati, dall'alto verso il basso, un gallo, un gatto, un cane e un asino.

## Galleria d'immagini

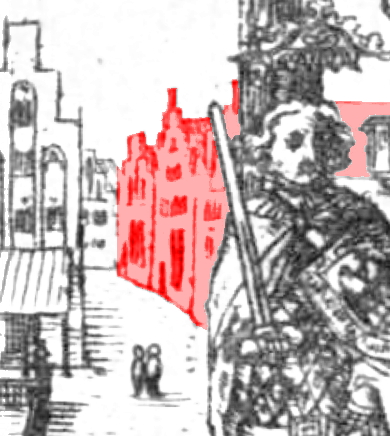
1596: facciate gotiche del primo municipio
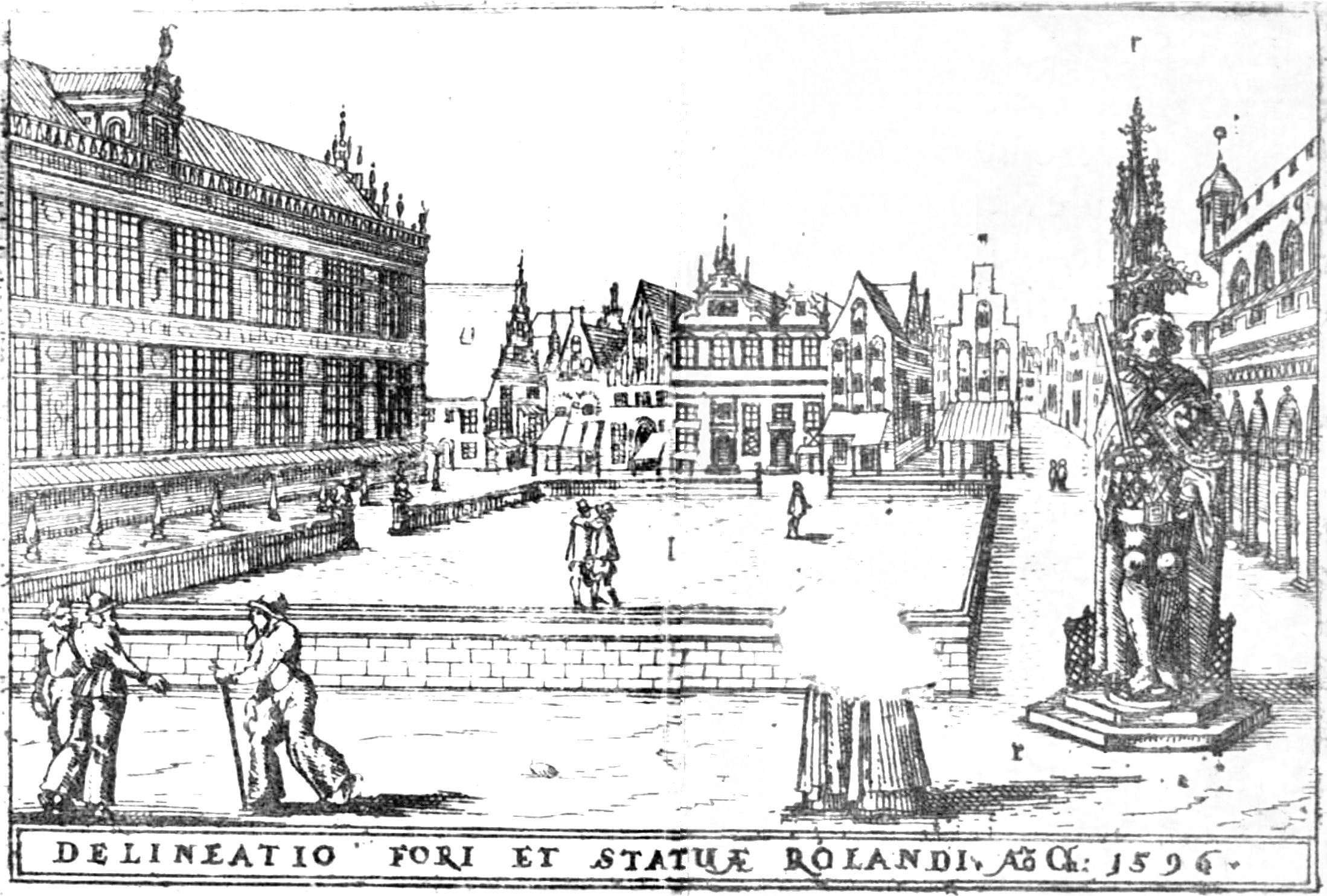
La piazza del mercato nel 1596 con sulla destra il municipio con facciata gotica
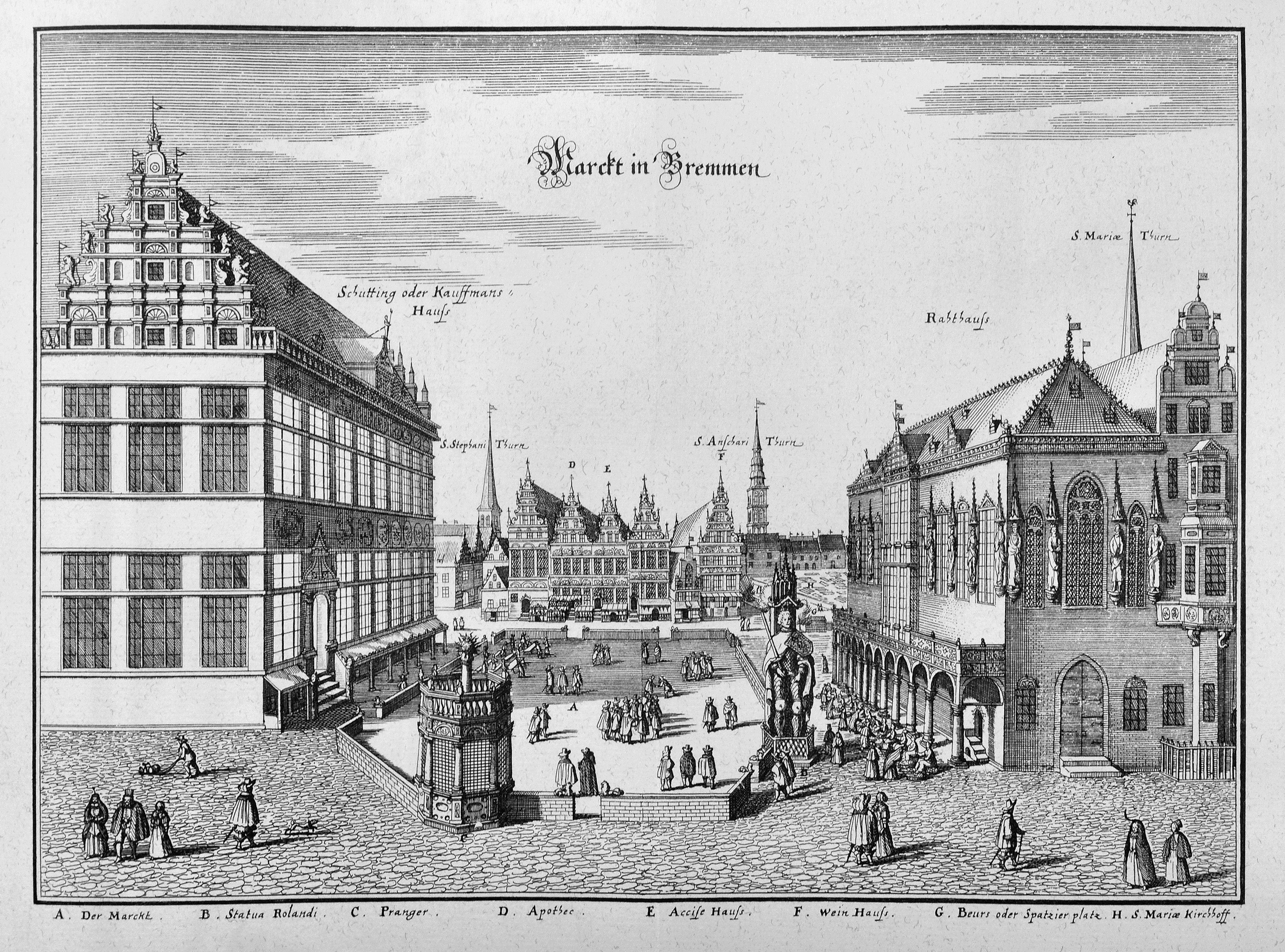
Il Marktplatz nel 1641
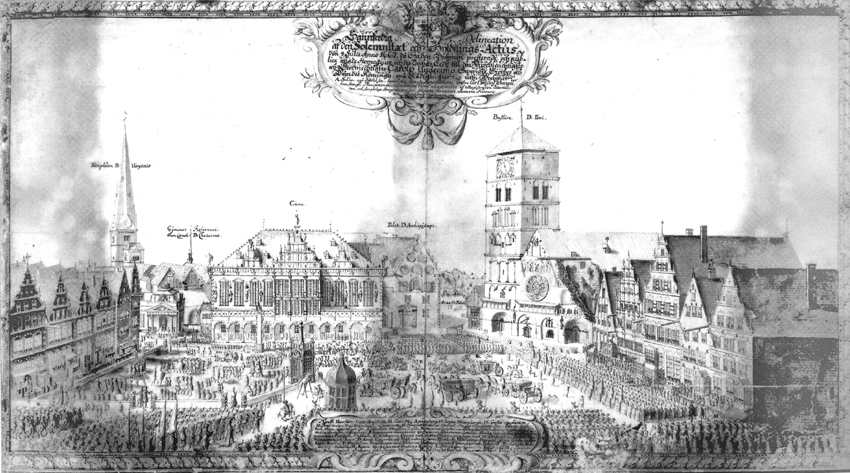
Il Marktplatz con il Municipio nel 1695
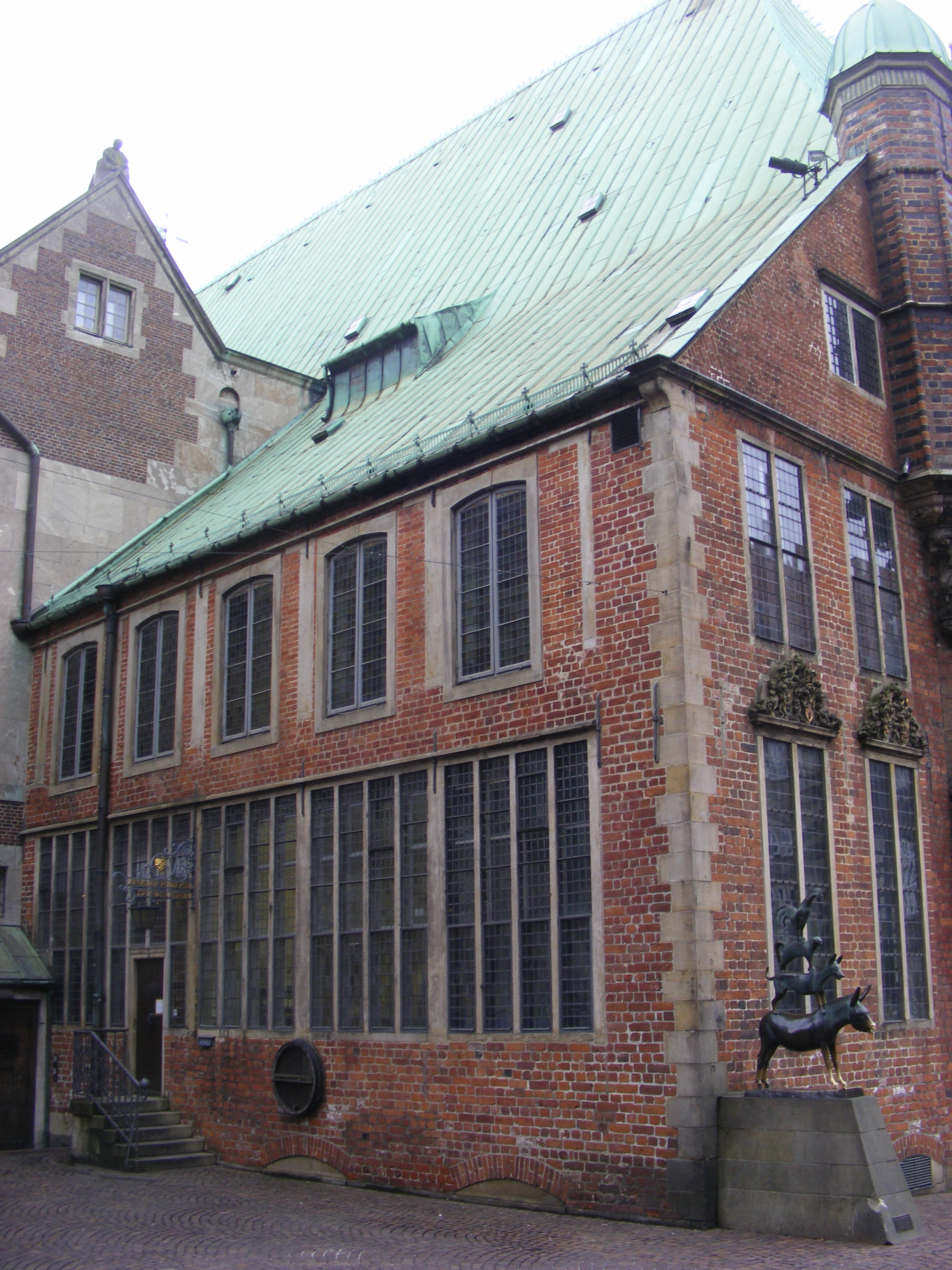
La Statua dei Musicanti di Brema
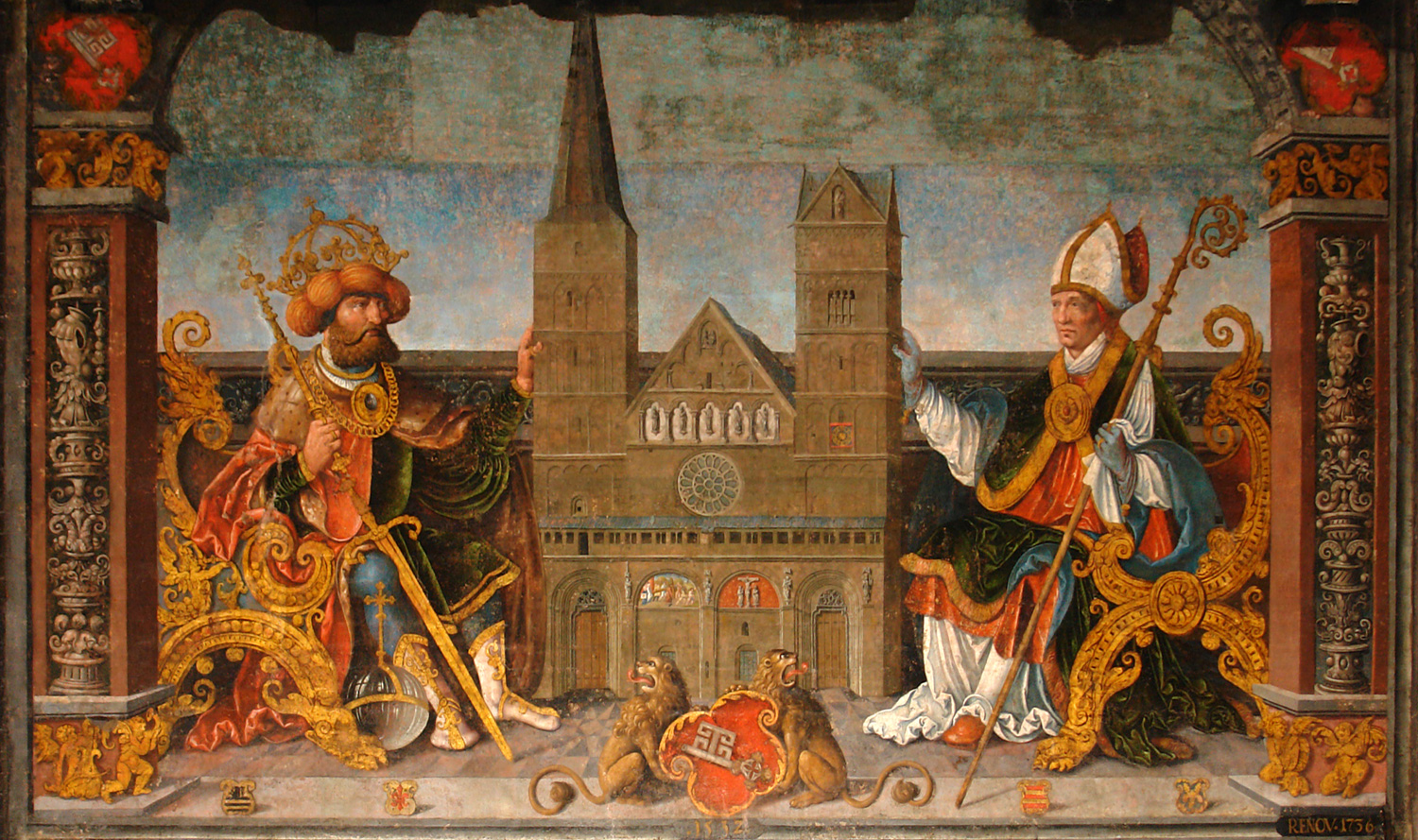
L'affresco Carlomagno e Villeado
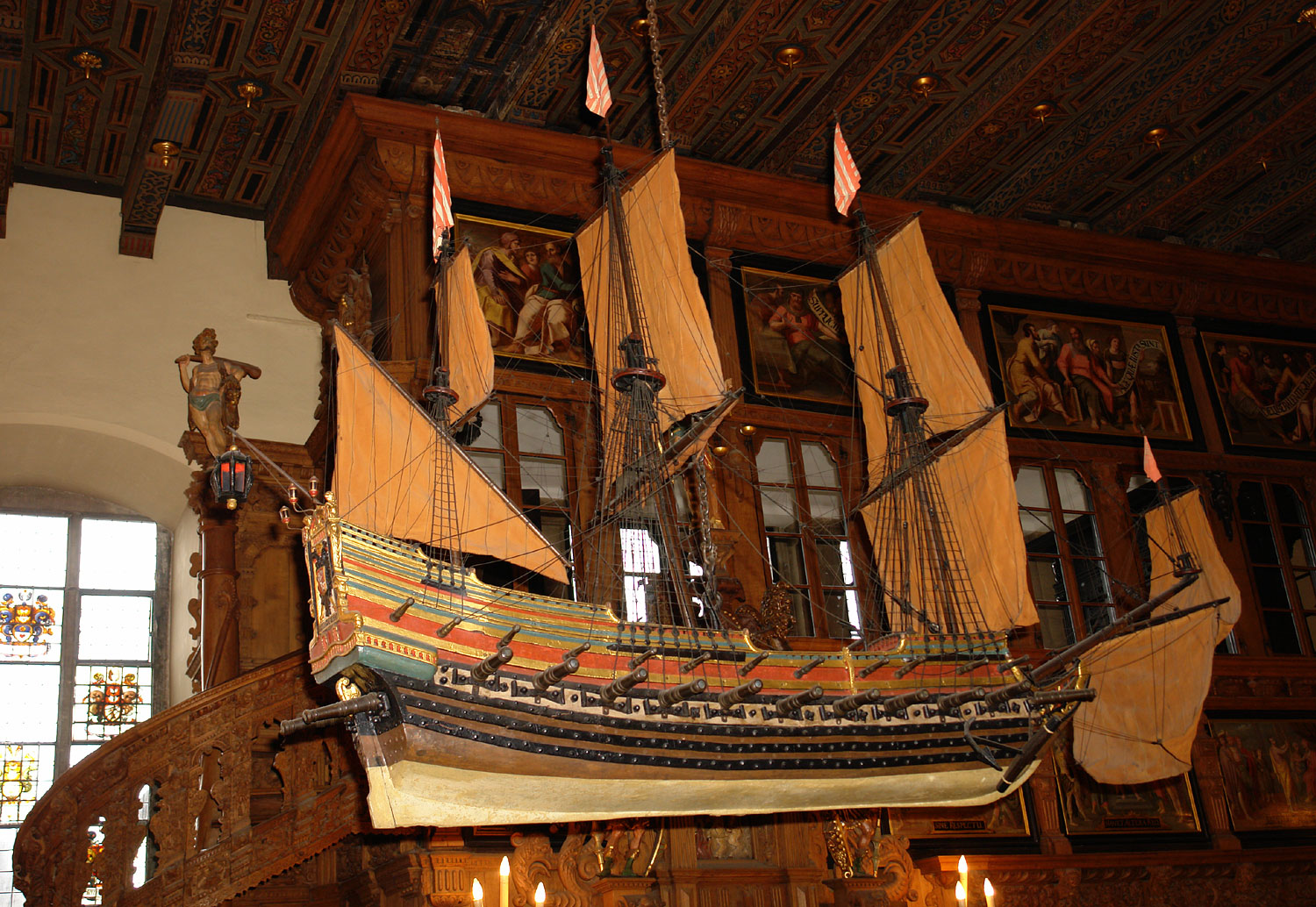
Modellino di nave nella Obere Halle
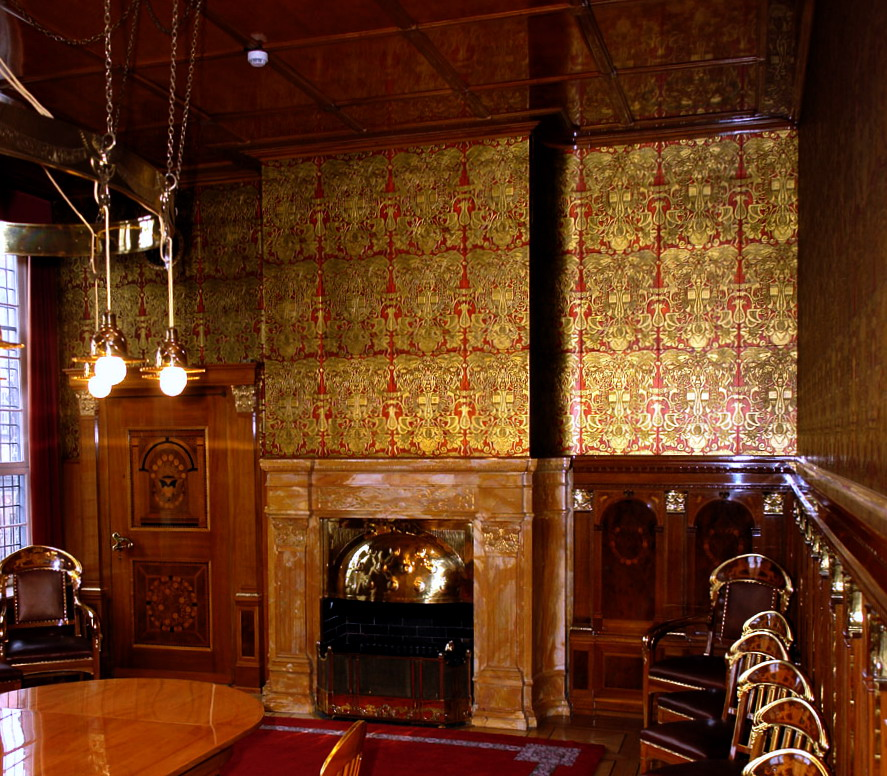
La Güldenkammer
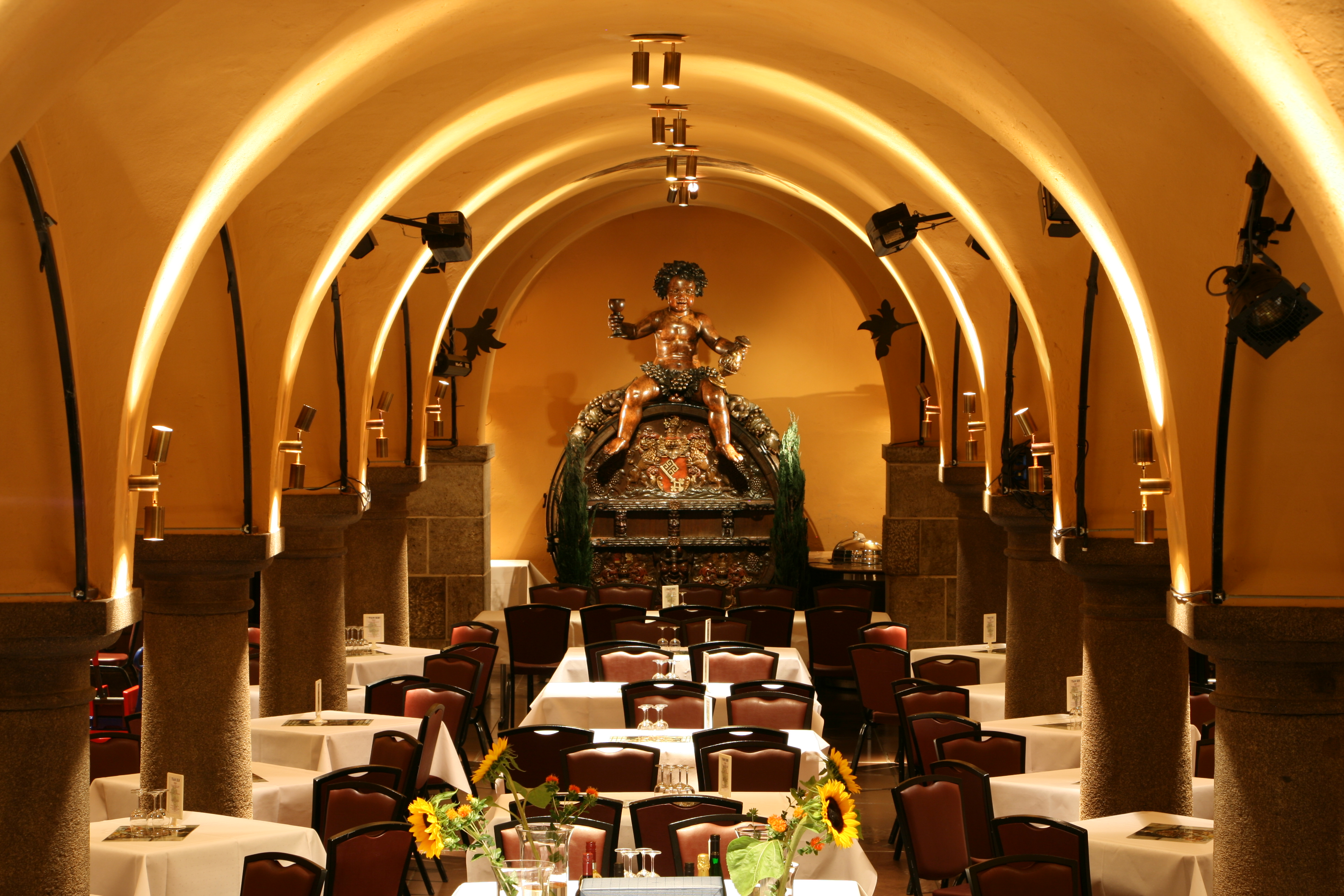
La Ratskeller
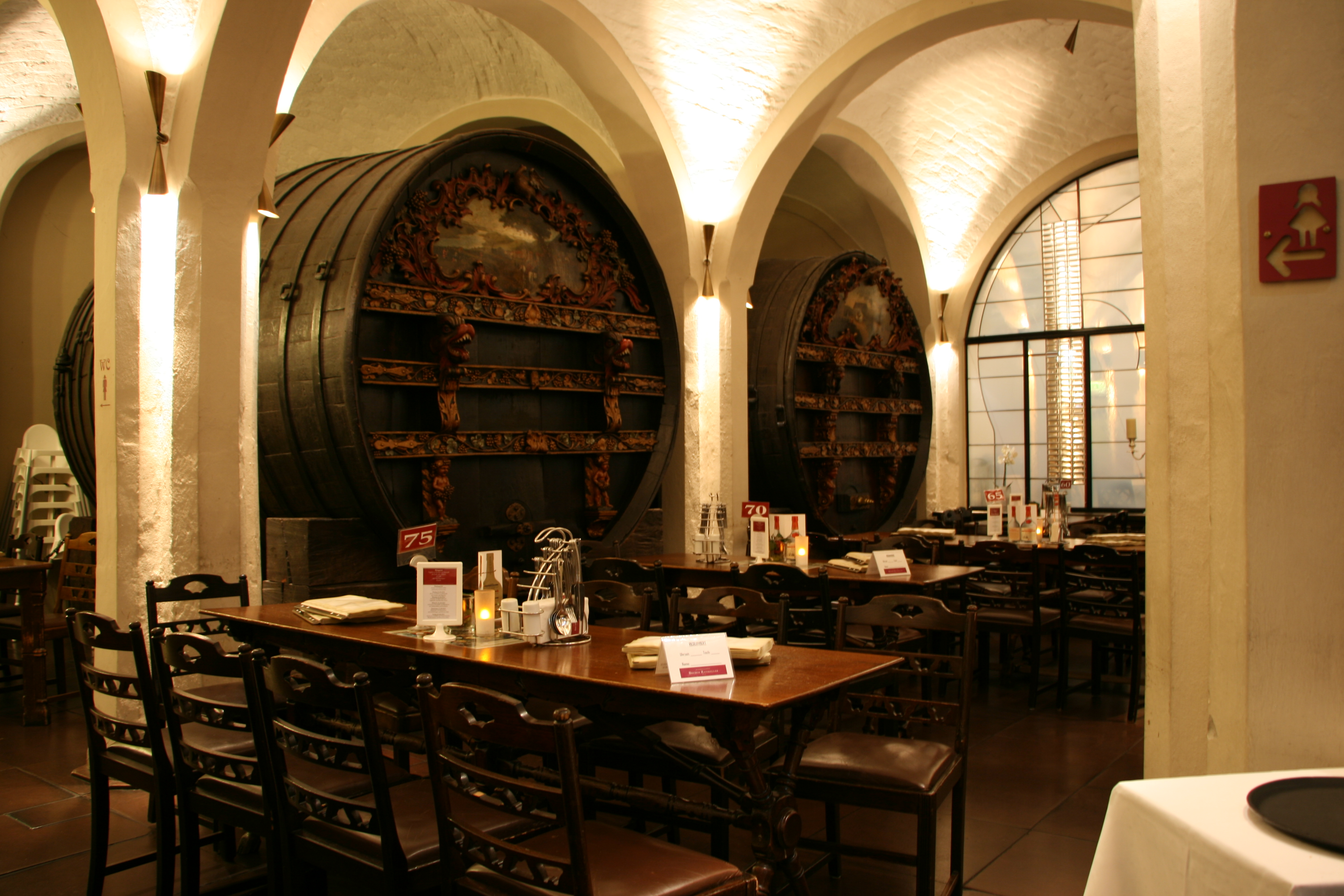
La Ratskeller